# Örondaggkåpa
Örondaggkåpa (Alchemilla auriculata) är en rosväxtart som beskrevs av Sergei Vasilievich Juzepczuk. Enligt Catalogue of Life ingår Örondaggkåpa i släktet daggkåpor och familjen rosväxter, men enligt Dyntaxa är tillhörigheten istället släktet daggkåpor och familjen rosväxter. Arten har ej påträffats i Sverige. Inga underarter finns listade i Catalogue of Life.